# Постніков Євген Іванович
Євген Іванович Постніков (рос. Евгений Иванович Постников; нар. 16 квітня 1986, Старий Оскол, РРФСР) — російський та казахський футболіст, захисник клубу «Астана».

## Кар'єра гравця
Свою футбольну кар'єру Постніков розпочав у 2003 році в старооскольскому «Металурзі». Через рік Євген отримав пропозицію від московського «Динамо», але провів півтора року в його фарм-клубі «Динамо-2».
У 2006 році Постніков переїхав до Латвії, в Даугавпілс, отримавши пропозицію від місцевого клубу «Даугава», в якому за два роки зіграв 44 гри, забив один м'яч.
У 2008 році Постніков повернувся на батьківщину, до клубу «Металург-Оскол». За два сезони він вийшов на поле в кольорах команди 47 разів і забив три м'ячі. Влітку 2009 року гравець перейшов до складу московського «Торпедо-ЗІЛ», в якому й дограв сезон.
Але в січні 2010 року Євген знову поїхав до Латвії, в клуб «Вентспілс». Тут він за два роки зіграв 47 матчів і забив чотири м'ячі, ставши спочатку віце-чемпіоном, а потім і чемпіоном країни.
Ще влітку 2011 року в матчах Ліги Європи проти солігорського «Шахтаря» ьілоруський клуб помітив Євгена й продовжував за ним спостерігати. Навесні 2012 року Постніков переїхав до Білорусі, де два сезони грав за солігорський «Шахтар». У його складі він став двічі віце-чемпіоном Білорусі. По завершенні сезону 2013 року, в якому допоміг солігорцям завоювати чергове срібло національного чемпіонату, відправився на перегляд до палодарського «Іртиша», які за його результатими запропонували Постнікову контракт. Проте сторони не зуміли домовитися про перехід.
У березні 2014 року Євген Постников підписав контракт з «Астаною» й отримав казахстанське громадянство. З «Астаною» Євген став двічі чемпіоном Казахстану (2014, 2015) і виграв Суперкубок країни (2015). У сезоні 2015 року вперше вийшов з командою в групу Ліги чемпіонів, завдяки вирішальному голу Постнікова (матч завершився з рахунком 4:3) «Астана» в останньому кваліфікаційному раунді здолала фінсткий ГІК.
У серпні 2016 року був відданий в оренду в латиський «Вентспілс». На початку 2017 року повернувся в казахський клуб.

## Особисте життя
У Євгена є дружина Юлія і двоє дітей — син Тимофій (2009) і дочка Поліна (2011).

## Статистика виступів

### Клубна
Станом на 23 лютого 2018
| Клуб                | Сезон             | Ліга                           | Ліга  | Ліга | Національний клубок | Національний клубок | Континентальний | Континентальний | Інші  | Інші | Загалом | Загалом |
| Клуб                | Сезон             | Дивізіон                       | Матчі | Голи | Матчі               | Голи                | Матчі           | Голи            | Матчі | Голи | Матчі   | Голи    |
| ------------------- | ----------------- | ------------------------------ | ----- | ---- | ------------------- | ------------------- | --------------- | --------------- | ----- | ---- | ------- | ------- |
| Вентспілс           | 2010              | ЛМТ Вірсліга                   | 18    | 1    |                     |                     | 2               | 0               | –     | –    | 20      | 1       |
| Вентспілс           | 2011              | ЛМТ Вірсліга                   | 28    | 3    | 3                   | 0                   | 4               | 0               | –     | –    | 35      | 3       |
| Вентспілс           | Загалом           | Загалом                        | 46    | 4    | 3                   | 0                   | 6               | 0               | -     | -    | 55      | 4       |
| Шахтар (Солігорськ) | 2012              | Білоруська футбольна вища ліга | 30    | 1    | 2                   | 0                   | 2               | 0               | -     | -    | 34      | 1       |
| Шахтар (Солігорськ) | 2013              | Білоруська футбольна вища ліга | 29    | 2    | 2                   | 0                   | 2               | 0               | -     | -    | 33      | 2       |
| Шахтар (Солігорськ) | Загалом           | Загалом                        | 59    | 3    | 4                   | 0                   | 4               | 0               | -     | -    | 67      | 3       |
| Астана              | 2014              | КПЛ                            | 14    | 0    | 3                   | 0                   | 7               | 0               | -     | -    | 24      | 0       |
| Астана              | 2015              | КПЛ                            | 28    | 0    | 5                   | 0                   | 12              | 1               | 1     | 0    | 46      | 1       |
| Астана              | 2016              | КПЛ                            | 16    | 0    | 1                   | 0                   | 0               | 0               | 1     | 0    | 18      | 0       |
| Астана              | 2017              | КПЛ                            | 24    | 1    | 1                   | 0                   | 7               | 0               | 1     | 0    | 33      | 1       |
| Астана              | 2018              | КПЛ                            | 0     | 0    | 0                   | 0                   | 1               | 0               | 0     | 0    | 1       | 0       |
| Астана              | Загалом           | Загалом                        | 82    | 1    | 10                  | 0                   | 27              | 1               | 3     | 0    | 122     | 2       |
| Вентспілс (оренда)  | 2016              | ЛМТ Вірсліга                   | 8     | 1    | 0                   | 0                   | –               | –               | –     | –    | 8       | 1       |
| Усього за кар'єру   | Усього за кар'єру | Усього за кар'єру              | 195   | 9    | 17                  | 0                   | 37              | 1               | 3     | 0    | 252     | 10      |

## Досягнення
- Латвійська футбольна Вища ліга
  -  Чемпіон (1): 2011
  -  Срібний призер (1): 2010
- Кубок Латвії
  -  Володар (1): 2010/11
- Білоруська футбольна вища ліга
  -  Срібний призер (2): 2012, 2013
- Прем'єр-ліга (Казахстан)
  -  Чемпіон (5): 2014, 2015, 2017, 2018, 2019
- Суперкубок Казахстану
  -  Володар (4): 2015, 2018, 2019, 2020
- Кубок Казахстану
  -  Фіналіст (1): 2015